# 神津港人
神津 港人（こうづ こうじん、1889年（明治22年）12月21日 - 1978年（昭和53年）4月7日）は、日本の洋画家。

## 人物
長野県北佐久郡志賀村（現佐久市志賀）出身。神津豊助の次男。1912年、東京美術学校卒業。1915年、第9回文展で「電車」が初入選、官展に出品を続ける。
1920年、農商務省の海外実業生として渡欧、ロンドンのロイヤル・アカデミー・スクール、パリのアカデミー・ジュリアンで商業美術を学ぶ。
1928年、構造社に参加、絵画部主任となる。1932年、オリンピックの日本選手団オリンピック芸術競技派遣役員として渡米する。1939年、緑巷会を組織、1950年、創芸協会と改称、代表者となる。
宗教は真言宗。住所は東京都杉並区東荻町。